# Henry F. Holland
Henry Finch Holland (Brownsville, 1912-Greenwich, 18 de julio de 1962) fue un abogado y diplomático estadounidense, que se desempeñó como Subsecretario de Estado para Asuntos Interamericanos entre 1954 y 1956.

## Biografía
Nació en 1912 y se crio en Brownsville (Texas). Pasó sus años de secundaria en la Academia Militar de Sewanee (Tennessee). Luego asistió a Sewanee: la Universidad del Sur y a la Facultad de Derecho de la Universidad de Texas.
Realizó una práctica de derecho en Texas. Se unió al servicio exterior de los Estados Unidos en 1942. Su primer puesto como oficial del servicio exterior fue en la Embajada de los Estados Unidos en México. Con el final de la Segunda Guerra Mundial, dejó el servicio exterior en 1945 y reanudó la práctica privada del derecho. Se especializó en derecho internacional y, a principios de la década de 1950, participó en las actividades de la Comisión de Derecho Internacional.
En 1954, el presidente Dwight D. Eisenhower, lo designó Subsecretario de Estado para Asuntos Interamericanos y, después de la confirmación del Senado, ocupó este cargo desde el 2 de marzo de 1954 hasta el 13 de septiembre de 1956. En este cargo, fue jefe adjunto de la delegación de los Estados Unidos en la décima Conferencia Panamericana, celebrada en Caracas en marzo de 1954. Posteriormente encabezó la delegación estadounidense en la Conferencia Interamericana sobre los recursos del mar.
Se desempeñó como asesor de asuntos internacionales del Partido Republicano durante la campaña electoral de 1956. Después de dejar el sector público, se mudó a la ciudad de Nueva York y, con Sidney I. Roberts, fundó el bufete de abogados Roberts & Holland.
Falleció en el Hospital Greenwich en Greenwich (Connecticut), el 18 de julio de 1962, a los 49 años.